# Sylvicanthon obscurus
Sylvicanthon obscurus är en skalbaggsart som beskrevs av Schmidt 1920. Sylvicanthon obscurus ingår i släktet Sylvicanthon och familjen bladhorningar. Inga underarter finns listade i Catalogue of Life.